# Christoph Gottfried Bardili
Christoph Gottfried Bardili, född 18 maj 1761 och död 5 juni 1808, var en tysk filosof.
Bardili företrädde en "rationell realism" som en utvecklingsform av den Fichteanska idealismen. Mot Immanuel Kant skrev han Grundriss der ersten Logik (1800). Bland han övriga skrifter märks Allgemeine praktische Philosophie (1795) och Philosophische Elementarlehre (1802-06). Bardilis tänkande har utövat inflytande på bland andra Karl Leonhard Reinhold.